# Enderleinellus pratti
Enderleinellus pratti är en insektsart som beskrevs av Kim 1966. Enderleinellus pratti ingår i släktet Enderleinellus och familjen ekorrlöss. Inga underarter finns listade i Catalogue of Life.